# Anjanomanana
Anjanomanana est une commune rurale malgache dans le district de Vohibato, dans le centre-est de la région Haute Matsiatra.